# Biện pháp tránh thai
Biện pháp tránh thai, còn được gọi là biện pháp ngừa thai và kiểm soát sinh sản, là một phương pháp hoặc thiết bị được sử dụng để tránh thai. Kiểm soát sinh sản đã được sử dụng từ thời cổ đại, nhưng các phương pháp ngừa thai hiệu quả và an toàn chỉ có sẵn trong thế kỷ 20. Lập kế hoạch, làm cho có sẵn, và sử dụng kiểm soát sinh sản được gọi là kế hoạch hóa gia đình. Một số nền văn hóa giới hạn hoặc không khuyến khích việc kiểm soát sinh đẻ vì họ cho rằng đó là điều không mong muốn về mặt đạo đức, tôn giáo hoặc chính trị.
Các phương pháp ngừa thai hiệu quả nhất là triệt sản bằng phương pháp thắt ống dẫn tinh ở nam và thắt ống dẫn trứng ở nữ, vòng tránh thai và kiểm soát sinh sản cấy ghép. Tiếp theo là một số phương pháp dựa trên hormone bao gồm thuốc uống, miếng dán, vòng âm đạo và thuốc tiêm. Các phương pháp ít hiệu quả hơn bao gồm các rào cản vật lý như bao cao su, màng ngăn và bọt biển kiểm soát sinh sản và phương pháp nhận thức khả năng thụ thai. Các phương pháp ít hiệu quả nhất là thuốc diệt tinh trùng và rút dương vật nam giới trước khi xuất tinh. Khử trùng, trong khi hiệu quả cao, thường không thể đảo ngược; tất cả các phương pháp khác đều có thể đảo ngược, hầu hết ngay lập tức khi dừng chúng. Thực hành tình dục an toàn, chẳng hạn như sử dụng bao cao su nam hoặc nữ, cũng có thể giúp ngăn ngừa nhiễm trùng lây qua đường tình dục. Các phương pháp ngừa thai khác không bảo vệ chống lại các bệnh lây truyền qua đường tình dục. Kiểm soát sinh khẩn cấp có thể tránh thai nếu được thực hiện trong vòng 72 đến 120 giờ sau khi quan hệ tình dục không được bảo vệ. Một số người cho rằng không quan hệ tình dục như một hình thức kiểm soát sinh đẻ, nhưng giáo dục giới tính chỉ cần kiêng khem có thể làm tăng mang thai ở tuổi vị thành niên nếu được cung cấp mà không có giáo dục kiểm soát sinh sản, do các em vị thành niên không tuân thủ.
Ở thanh thiếu niên, mang thai có nguy cơ tạo kết quả nguy hiểm hơn. Giáo dục giới tính toàn diện và tiếp cận với kiểm soát sinh sản làm giảm tỷ lệ mang thai ngoài ý muốn ở lứa tuổi này. Mặc dù tất cả các hình thức kiểm soát sinh thường có thể được sử dụng bởi những người trẻ tuổi, biện pháp tránh thai có thể đảo ngược có tác dụng lâu dài như cấy ghép, đặt vòng tránh thai hoặc vòng âm đạo thành công hơn trong việc giảm tỷ lệ mang thai ở tuổi vị thành niên. Sau khi sinh con, một phụ nữ không nuôi con hoàn toàn bằng sữa mẹ có thể mang thai lần nữa sau ít nhất bốn đến sáu tuần. Một số phương pháp kiểm soát sinh sản có thể được bắt đầu ngay sau khi sinh, trong khi những phương pháp khác yêu cầu trì hoãn đến sáu tháng. Ở những phụ nữ đang cho con bú, các phương pháp chỉ có proestin được ưu tiên hơn so với thuốc tránh thai kết hợp. Ở những phụ nữ đã đến tuổi mãn kinh, nên tiếp tục kiểm soát sinh đẻ trong một năm sau giai đoạn cuối.
Khoảng 222 triệu phụ nữ muốn tránh mang thai ở các nước đang phát triển không sử dụng phương pháp ngừa thai hiện đại. Việc sử dụng biện pháp tránh thai ở các nước đang phát triển đã làm giảm 40% số ca tử vong trong hoặc khoảng thời gian mang thai (khoảng 270.000 trường hợp tử vong được ngăn chặn trong năm 2008) và có thể ngăn ngừa 70% nếu đáp ứng đầy đủ nhu cầu kiểm soát sinh sản. Bằng cách kéo dài thời gian giữa các lần mang thai, kiểm soát sinh đẻ có thể cải thiện kết quả sinh nở của phụ nữ trưởng thành và sự sống còn của con cái họ. Ở các nước đang phát triển, thu nhập, tài sản, cân nặng, và việc đi học và sức khỏe của con cái họ đều được cải thiện với khả năng kiểm soát sinh đẻ tốt hơn. Kiểm soát sinh sản làm tăng trưởng kinh tế vì có ít trẻ em phụ thuộc hơn, nhiều phụ nữ tham gia lực lượng lao động hơn và ít sử dụng các nguồn lực khan hiếm.